# こぐま座11番星
こぐま座11番星（こぐまざ11ばんせい、11 Ursae Minoris、11 UMi）は、こぐま座の方角に約410光年の距離にある、明るさが5等級のK型巨星である。質量は太陽の1.8倍、半径は太陽の24倍、光度は太陽の270倍にもなる。こぐま座11番星には、フェルカド・ミノル（Pherkad Minor）という固有名も存在する。2009年8月に、太陽系外惑星が1つ発見されている。

## 惑星系
系外惑星こぐま座11番星bは、ドイツのカール・シュヴァルツシルト天文台にある2m望遠鏡によって、K型巨星の視線速度を観測する中で発見された。
| 名称 （恒星に近い順） | 質量            | 軌道長半径 （天文単位） | 公転周期 (日)       | 軌道離心率    | 軌道傾斜角 | 半径 |
| --------------------- | --------------- | ----------------------- | ------------------- | ------------- | ---------- | ---- |
| b                     | 14.74 ± 2.50 MJ | 1.53 ± 0.07             | 516.21997 ± 3.20000 | 0.080 ± 0.030 | —          | —    |